# Liste de personnalités liées à Montpellier
Voici une liste (non exhaustive) de personnalités nées ou ayant passé une partie notable de leur vie à Montpellier.

## Personnalités liées à la commune

### Personnes nées à Montpellier
- Abraham ben Isaac de Narbonne (1110-1179), important lettré juif ;
- Guilhem V de Montpellier (1075-1121), seigneur de Montpellier.
- Azalaïs de Porcairagues (XIIe s.), trobairitz.
- Guilhem VIII de Montpellier (1157-1202), seigneur de Montpellier.
- Gui de Montpellier (1160-1208), fondateur de l'ordre des Hospitaliers du Saint-Esprit.
- Marie de Montpellier (v. 1181-1213), dame de Montpellier.
- Jacques Ier d'Aragon (1208-1276) dit " le conquérant", (Jacme, son prénom d'origine en occitan, Jaume el conqueridor, en catalan, Jaime el conquistador, en castillan) roi d'Aragon, de Majorque (Mallorca) et de Valence ( Valencia ), comte de Barcelone, d'Urgell, etc, seigneur de Montpellier ;
- Bernard Délicieux (1260-après 1319), franciscain, meneur d'un mouvement de contestation contre les inquisiteurs languedociens ;
- Imbert du Puy (?-1348), cardinal ;
- Saint Roch (vers 1340-1379), il est le patron des pèlerins et de nombreuses confréries ou corporations. Il est le protecteur des animaux. Son culte, très populaire, s'est répandu dans le monde entier ;
- Guillaume Rondelet, (1507-1566), médecin et naturaliste français célèbre pour ses travaux sur les poissons.
- Antoine de Saporta (1507-1573), médecin, ami de Rabelais.
- Françoise de Cézelli (1558-1615), gouverneure.
- Sébastien Bourdon (1616-1671), peintre ;
- Sébastien Matte La Faveur (1626-1714), chimiste.
- Antoine Ranc (v.1634-1719), peintre ;
- Pierre Magnol (1638-1715), botaniste protestant. Carl von Linné aurait donné le nom de Magnolia à ce genre d'arbres de toute beauté qui orne la promenade du Peyrou en l'honneur de ce botaniste ;
- Jean Raoux (1677-1734), peintre ;
- Pons Augustin Alletz (1703-1785), oratorien, avocat et polygraphe ;
- René Nicolas de Maupeou (1714-1792), chancelier et garde des sceaux de France sous Louis XV ;
- Joseph-Marie Vien (1716-1809), peintre ;
- Jean Coustou (1719-1791), peintre français ;
- Jean-Pierre Bedos (1739-1813), général français de la Révolution et de l’Empire ;
- Jean de Massia (1740-1805), général de brigade de la Révolution française, né et mort dans la commune ;
- Elisabeth Coste,(1748-1794)  guillotinée à Montpellier le 8 avril 1794, marchande drapière française, connue pour avoir participé à l'affaire dite des "Galettes" ;
- Cyrille Rigaud (1750-1824), poète occitan ;
- Jean-Jacques Régis de Cambacérès (1753-1824), duc de Parme, homme politique français ;
- Jean Antoine Joseph Davillier (1754-1831) et son frère Jean Charles Joachim Davillier (1758-1846), banquiers et hommes politiques ;
- Mathieu Tisson (1757-1825), général des armées de la Révolution et de l'Empire, né et décédé dans la commune ;
- Marc Cabanes de Puymisson (1760-1821), général français de la Révolution et de l’Empire ;
- Auguste Rigaud (1760-1835), fabuliste et poète occitan ;
- Pierre Marie Auguste Broussonet (1761-1807), médecin, naturaliste et homme politique ;
- Jacques David Martin de Campredon (1761-1837), général français de la Révolution et de l’Empire (nom gravé sous l'Arc de Triomphe) ;
- Joseph Sébastien Mayer (1763-1834), général français de la Révolution et de l’Empire, mort à Amboise ;
- Louis-Joseph Mejan (1764-1831), colonel du Premier Empire ;
- Louis Lepic (1765-1827), général français de la Révolution et de l’Empire ;
- André Jean Simon, baron Nougarède de Fayet (1765-1845 - Paris), homme politique français du XIXe siècle ;
- François-Xavier Fabre (1766-1837), peintre, cofondateur avec le Maire de Montpellier, le marquis de Dax d'Axat (1767-1847), du musée Fabre ;
- Étienne Mejan (1766-1846), avocat, journaliste et haut fonctionnaire des XVIIIe et XIXe siècles ;
- Baptiste Pierre Bisson (1767-1811), général français de la Révolution et de l’Empire, mort à Marmirolo en Italie ;
- Pierre Daru (1767-1829), homme d'État et de lettres français (Académie française), commissaire général de l'Empire ;
- Jean Gaspard Pascal René (1768-1808), général français de la Révolution et de l’Empire ;
- Jean-Baptiste Théodore Curto (1770-1835), général français de la Révolution et de l’Empire ;
- Antoine Maurin (1771-1830), général français de la Révolution et de l’Empire ;
- Jean Etienne Casimir Poitevin de Maureilhan (1772-1829), général français de la Révolution et de l’Empire ;
- Pierre de Rolland (1772-1848), général français de la Révolution et de l’Empire ;
- Philippe François Maurice d'Albignac (1775-1824), général français de la Révolution, de l’Empire et de la Restauration, mort à Montpellier ;
- Jean-Pierre-Hugues Cambacérès (1778-1826), général français de la Révolution et de l’Empire, frère du deuxième consul Jean-Jacques-Régis de Cambacérès ;
- Laure Junot d'Abrantès (1784-1838), mémorialiste ;
- Jean-François Legendre-Héral (1796 - 1851), sculpteur français;
- Auguste Comte (1798-1857), philosophe français ;
- Antoine-Jérôme Balard (1802-1876), chimiste français ;
- Étienne Sabatier (1810-1868), peintre français ;
- Aristide Cavaillé-Coll (1811 -1899), facteur d'orgue ;
- Xavier Boisselot (1811 - 1893), compositeur et facteur de piano ;
- Charles Renouvier (1815-1903), philosophe français ;
- Joseph Forestier (1815-1882), cornettiste et compositeur ;
- Charles Borély (1817-1884),  peintre et conservateur de musée ;
- Honoré Fisquet (1818-1883), biographe et historien ;
- François Sabatier-Ungher (1818-1891), traducteur et critique d'art, mécène (de Dominique Papety et de Gustave Courbet notamment) ;
- Alfred Bruyas (1821-1877), mécène (d'Eugène Delacroix et de Gustave Courbet notamment) ;
- Émile Albert (1822-1865), pianiste et compositeur ;
- Alexandre Cabanel (1823-1889), peintre académique ;
- Juliette Figuier (1827-1879), écrivaine et dramaturge ;
- Renaud de Vilbac (1829-1884), organiste et compositeur ;
- Frédéric Bazille (1841-1870), peintre impressionniste ;
- Léopold Niel (1846-1918), général français ;
- Max Leenhardt (1853-1941), peintre français ;
- Antoine Exelmans (1865-1944), amiral ;
- Auguste Bosc (1868-1945), compositeur et chef d'orchestre, mort à Montpellier ;
- Léopold Nègre (1879-1961), médecin, chercheur à l'Institut Pasteur de Paris ;
- Jeanne Galzy (1883-1977), romancière (Prix Femina 1923) ;
- Suzanne Babut (1887–1978), résistante, juste parmi les nations ;
- Frédéric Bourguet (1889-1978), avocat, industriel et homme politique, sénateur du Tarn, figure de la Résistance ;
- Francis Ponge (1899-1988), poète ;
- Edmond Beauchamp (1900-1985), acteur français ;
- Jacques Durrmeyer (1903-1945), chef de la Résistance à Flers (Orne), mort en déportation ;
- Roger Leenhardt (1903-1985), cinéaste ;
- Marcel Faure (1906-1999), résistant français, Compagnon de la Libération ;
- Leo Malet (1909-1996), écrivain, créateur du personnage de Nestor Burma ;
- Roger Rolhion (1909-1977), footballeur international français ;
- Alfred Noël (1910-1982), résistant français, Compagnon de la Libération ;
- Georges Grasset (1910-1998), résistant français, Compagnon de la Libération ;
- Odette Capion-Branger (1913 2004), résistante française ;
- René Gérard (1914-1987), footballeur international français ;
- Georges Arnaud (1917-1987), écrivain et journaliste d'investigation ;
- Louis Dulieu (1917-2003), médecin et historien de la médecine ;
- Gabriel Arnaud (1920-1995), illustrateur, artiste peintre, romancier et chansonnier français ;
- Jeanne Demessieux (1921-1968), organiste, pianiste, improvisatrice et compositrice ;
- Roger Fauroux (1926), normalien, ancien PDG de Saint-Gobain, ancien ministre de l'industrie, du commerce extérieur et de l'aménagement du territoire ;
- Juliette Gréco (1927), chanteuse, comédienne ;
- Robert Allan, (1927-1998), poète occitan ;
- Jean-Luc Dehaene (1940), ancien Premier ministre de la Belgique et membre du Parlement européen ;
- Jacques Gonzales (1941), professeur d'université, docteur en médecine, biologiste, pionnier de la fécondation in vitro, secrétaire général de la Société de géographie ;
- Bernard Nayral (1941), député ;
- Jacques Bompard (1943), député-maire d'Orange ;
- Henri Temple (1945), avocat, écrivain ;
- Caroline Cellier (1945), actrice française ;
- Catherine Ferran (1945), actrice française, sociétaire honoraire de la Comédie-Française ;
- Philippe Lapousterle (1945), journaliste, conseiller politique ;
- Tom Szczesniak, (1948), compositeur américain de musique de dessins animés ;
- Henry-Jean Servat (1949), écrivain et journaliste français ;
- Jean-Louis Gasset, (1953), footballeur puis entraîneur français ;
- Pascal Comelade, (1955), musicien-compositeur ;
- Yves Romestan, (1955), homme d'affaires français ;
- Philippe Saurel, (1957), homme politique français ;
- Jean-Marc Valadier, (1957), footballeur français ;
- Christophe Heral, (1960), compositeur français de jeux vidéo;
- Christophe Urios (1965), joueur puis entraîneur de rugby français ;
- Pierre Charvet (1968), compositeur ;
- Frédéric Mion (1969), haut-fonctionnaire ;
- Grégori Derangère (1971), acteur français ;
- Laurent Nicollin (1973), président du MHSC ;
- Rémi Gaillard (1975), humoriste ;
- Romain Puértolas (1975), romancier ;
- Véronique Elling (1975), soprano ;
- Séverine Ferrer (1977), animatrice télé et chanteuse ;
- Jean-Charles Colas-Roy (1978), homme politique, député de Grenoble ;
- Émilie Simon (1978), chanteuse (auteur-compositeur-interprète) ;
- Julien Taurines (1978), judoka français handisport, médaillé de bronze aux jeux paralympiques de Pékin en 2008.
- Julien Campredon (1978), écrivain ;
- Reno Lemaire (1978), dessinateur de mangas ;
- Astrid Bard (1979), journaliste sportive ;
- Séverine Beltrame (1979), joueuse de tennis ;
- Anna Cabana née Bitton (1979), journaliste, écrivain ;
- Samuel Strouk (1980), guitariste, compositeur, arrangeur musical ;
- Valérian Sauveplane (1980), tireur sportif, double finaliste olympique, recordman du monde ;
- Laurent Marion (1981), comédien, chanteur, compositeur ;
- Inès Ligron, directrice du comité Miss Univers Japon ;
- Thierry Fabre (1982), judoka ;
- Aymeline Valade (1984), comédienne, mannequin ;
- Julien Tomas (1985), rugbyman ;
- Thitaume (1985) : scénariste de bandes dessinées ;
- François Trinh-Duc (1986), rugbyman ;
- Cédric Cambon (1986), footballeur français ;
- Yunis Abdelhamid (1987), footballeur franco-marocain, international marocain ;
- Jamel Saihi (1987), footballeur franco-tunisien, international tunisien ;
- Emilie Evesque (1988), tireuse sportive, a participé aux Jeux olympiques de Londres ;
- Abdelhamid El Kaoutari (1990), footballeur franco-marocain, international marocain ;
- Adrien Nougaret alias ZeratoR (1990), vidéaste ;
- Nicolas Benezet (1991), footballeur français ;
- Kélian Galletier (1992), rugbyman ;
- Kazy Lambist (1992), musicien ;
- Adèle Charvet (1993), mezzo-soprano française ;
- Paul Mirabel (1995), humoriste ;
- Jean Patry (1996), joueur de volley-ball ;
- Khalil Fayad (2004), footballeur.
- Alexis Lebrun (2003-), pongiste et international français qui joue au MTT.
- Félix Lebrun (2006-), pongiste et international français, vainqueur des Jeux européen 2023 qui joue au MTT.
- Alizée Dahon (2002-), skieuse alpine française
- Carbonne, rappeur français

### Personnalités vivant ou ayant vécu à Montpellier

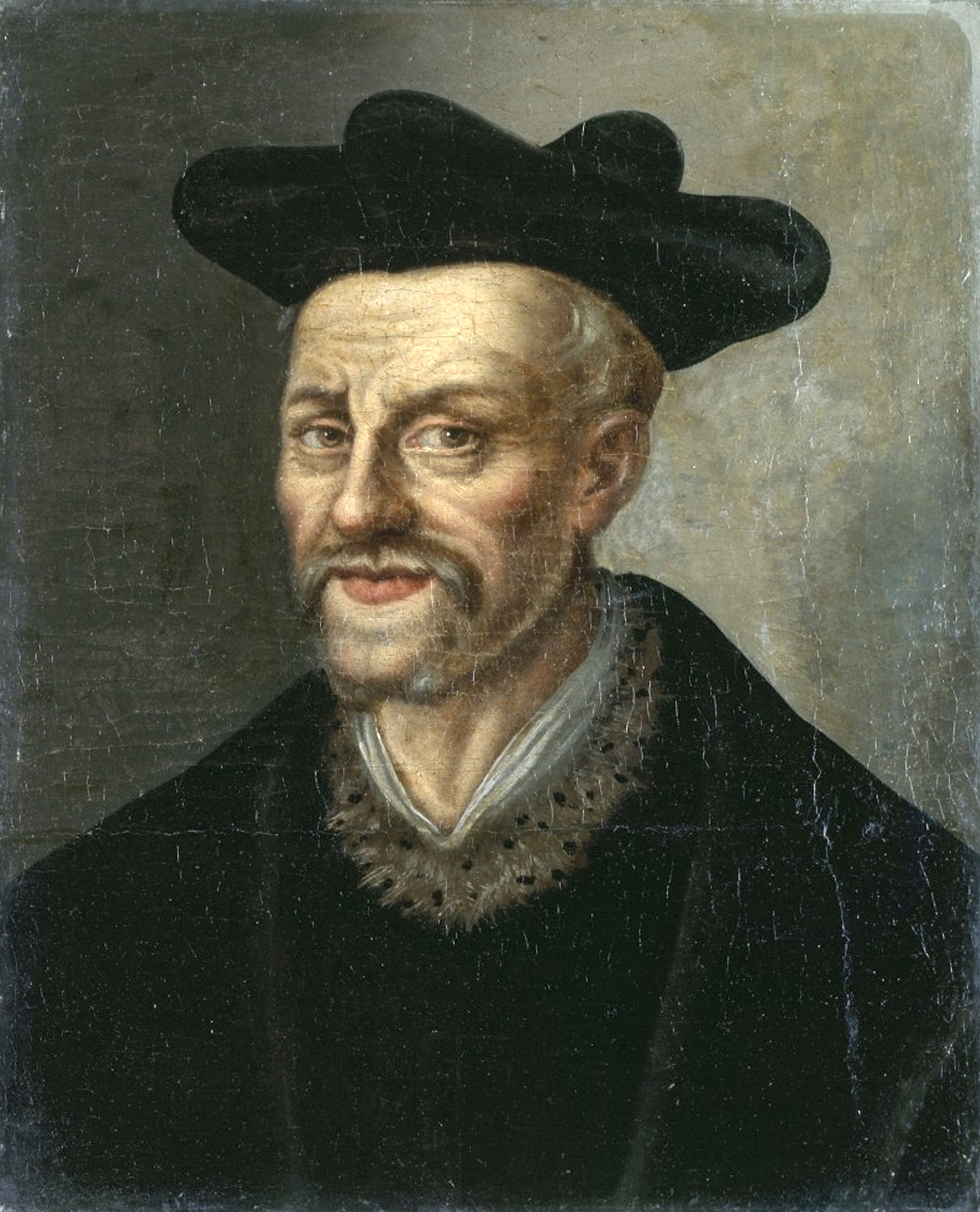
François Rabelais

- Guilhem Ier de Montpellier (circa 985), fondateur de la ville ;
- Guilhem V de Montpellier (1075-1121), seigneur de la ville ;
- Guilhem VIII de Montpellier (1157-1202), seigneur de la ville qui a permis à tous d'y enseigner la médecine ;
- Guy de Montpellier (1160?-1210)?), moine médecin, fondateur du premier hôpital montpelliérain ;
- Marie de Montpellier (1182-1213), dame de Montpellier et dernière représentante de la dynastie des Guilhem ;
- Guillaume de Nogaret (1260-1313), chancelier de Philippe IV le Bel ;
- Guy de Chauliac (1298-1368), chirurgien, médecin des Papes Benoît XII, Innocent VI, Clément VI, et Urbain V ;
- Guillaume de Grimoard (1310-1370), pape sous le nom d'Urbain V ;
- Pedro de Luna (1329-1423), docteur en droit, antipape durant le Grand Schisme d'Occident sous le nom de Benoît XIII ;
- Jacques Cœur (1395-1456), grand argentier de Charles VII ;
- François Rabelais (vers 1493-1553), médecin et écrivain de la Renaissance ;
- Nostradamus (1503-1566), apothicaire et médecin ;
- Charles de L'Écluse (1526-1609), botaniste ;
- Jean-Louis Michel (1785-1865), maître d'armes ;
- Jacques de Montfaucon, seigneur de Vissec, premier consul de la ville en 1570 ;
- Pierre Richer de Belleval (1562-1634), botaniste, fondateur du Jardin des Plantes de Montpellier ;
- Pierre Chirac (1650-1732), médecin du roi Louis XV ;
- André Hercule de Fleury, Cardinal de Fleury, (1653-1743), chanoine de Montpellier, ministre d'État du roi Louis XV ;
- Philibert Commerson (1727-1773), naturaliste ;
- Jacques Antoine Mourgue (1734-1818), ministre de l'Intérieur du roi Louis XVI, Girondin et membre du club des Feuillants ;
- Charles Nicolas Beauvais de Préau (1745-1794), député montagnard du département de la Seine, décédé à Montpellier des suites des sévices perpétrés par les contre-révolutionnaires de Toulon durant sa captivité dans cette ville ;
- Charles Bonaparte (1746-1785), juge et député ;
- Jean-Antoine Chaptal (1756-1832), chimiste et homme politique ;
- Jacques Philippe Ottavi (1767-1855), général des armées de la République et de l'Empire, né à Ghisoni (Corse), décédé à Montpellier ;
- Ange Jean Michel Bonaventure de Dax d'Axat (1767-1847), maire de Montpellier de 1814 à 1830, premier président de la Société des Beaux Arts, il initia la création du musée Fabre ;
- Louis Médard (1768-1841), négociant et bibliophile ;
- Enrique José O'Donnell, (1769-1834), militaire espagnol d'origine irlandaise ;
- Joseph Anglada, (1775-1833), chimiste et médecin ;
- Jean-Louis Michel (1785-1865), grand maître d'armes français né à Haïti, s'installe à Montpellier en… ;
- Étienne-Léon de Lamothe-Langon (1786-1864), homme de lettres, auteur de mémoires (apocryphes) sur le Premier Empire et la Restauration, auditeur au Conseil d'État (1809), sous-préfet de Toulouse (1811), préfet de l'Aude pendant les Cent-Jours, né à Montpellier le 1er avril 1786, mort à Paris le 24 avril 1864 ;
- Pierre Dalmond (1800-1847), évêque et vicaire apostolique de Madagascar, a étudié au grand séminaire de Montpellier[1] ;
- Auguste, 2e baron Nougarède de Fayet (6 avril 1811 - Paris ✝ 18 août 1853 - Montpellier), écrivain et homme politique français du XIXe siècle ;
- Le chev. Germain Dupré (10 janvier 1811 - « Argelès-de-Bigorre[2] » ✝ 11 décembre 1893 - Montpellier), médecin et homme politique français du XIXe siècle ;
- Gustave Courbet (1819-1877), peintre ;
- Ernest de Tarteron (1821-1888), avocat ;
- Jules Émile Planchon (1823-1888), botaniste ;
- Anatole de Cabrières (1830-1921), évêque de Montpellier, cardinal ;
- Gaston Darboux (1842-1917), mathématicien ;
- Joseph Joffre (1852-1931), maréchal de France ;
- Georges Vacher de Lapouge (1854-1936), anthropologue ;
- Jules Pavillard, (1868-1961) est un botaniste français ;
- André Gide (1869-1951), écrivain ;
- Hélène de Monténégro (1873-1952), reine consort d'Italie ;
- Paul Valéry (1871-1945), écrivain, poète et philosophe ;
- Jules Sion (1879-1940), géographe, professeur à l'université de Montpellier ;
- Jean de Lattre de Tassigny (1889-1952), maréchal de France ;
- Valery Larbaud (1881-1957), écrivain ;
- Josias Braun-Blanquet (1884-1980), botaniste ;
- Arthur Marissal (1895-1944), médecin ;
- René Iché (1897-1954), sculpteur et résistant ;
- Georges Flandre (1899-1944), officier de l'Armée du salut et résistant montpelliérain. Une avenue de la commune perpétue sa mémoire ;
- Jean Moulin (1899-1943), préfet et résistant ;
- Albert Dubout (1905-1976), dessinateur ;
- André de Richaud (1907-1968), écrivain et poète, décédé à Montpellier ;
- Jean Baumel (1907-1977), juriste, résistant, historien et folkloriste local, membre de l'Académie des sciences et lettres de Montpellier ;
- Charles Camproux (1908-1994), universitaire et écrivain de langue occitane ;
- Max Rouquette (1908-2005), écrivain de langue occitane ;
- Marc-Gilbert Sauvajon (1909-1985), réalisateur, scénariste, dialoguiste, dramaturge et auteur, décédé à Montpellier ;
- Roger Barthe (1911-1981), essayiste, lexicologue et poète occitan français, décédé à Montpellier ;
- Renaud Paulian (1913-2003), naturaliste et entomologiste français, professeur de zoogéographie à la Faculté des Lettres de Montpellier ;
- Gaston Bonheur (1913-1980), écrivain et journaliste, décédé à Montpellier ;
- Claude Bertrand (1919-1986), acteur, décédé à Montpellier ;
- Pierre Soulages (1919), peintre ;
- Edgar Morin (1921), sociologue, philosophe ;
- Yves-Marie Bruel (1921-2006), pianiste et compositeur ;
- Michel Galabru (1922-2016), comédien ;
- Monique de Bissy (1923-2009), résistante ;
- Robert Lafont (occitaniste) (1923-2009), écrivain de langue occitane ;
- Georges Charpak (1924-2010), prix Nobel de physique ;
- Alain Peyrefitte (1926-1999), diplomate, écrivain, homme politique ;
- Pierre Paulin (1927-2009), designer ;
- Alexandre Grothendieck (1928-2014), mathématicien (médaillé Fields), ancien élève de l’université de Montpellier (entre 1945 et 1948) puis professeur (1973-1988) ;
- Emmanuel Le Roy Ladurie (1929), historien ;
- Jocelyne Carmichaël (1935-2017), comédienne, metteuse en scène, féministe, et fondatrice de la compagnie Théatr'Elles ;
- Albertine Sarrazin (1937-1967), écrivain, première femme française à raconter sa vie de prostituée et de délinquante ;
- Georges Frêche (1938-2010), professeur de Droit, historien, homme politique, maire de Montpellier, conseiller régional Languedoc-Roussilon puis président du conseil régional, député.
- Louis Nicollin (1943-2017), entrepreneur, fondateur du club de La Paillade (Montpellier Hérault Sport Club) ;
- Guillaume Di Grazia (1973-), Journaliste sportif ;
- Jean-Claude Artus (1944-), cancérologue ;
- Henri Joyeux (1945), chirurgien cancérologue, président depuis 2001 de la confédération Familles de France ;
- Jacques Touchon (1946), médecin ;
- Élisabeth Guigou (1946), femme politique ;
- Thierry Ardisson (1949), animateur, producteur de cinéma et de télévision, diplômé de l'Université Paul-Valéry.
- Spôjmaï Zariâb (1949), écrivaine afghane, réfugiée à Montpellier depuis 1991 ;
- Jean-Claude Michea (1950), écrivain et professeur de philosophie ;
- Hubert Corbin (1951), romancier et homme de cinéma, organisateur du Festival du cinéma méditerranéen ;
- Patrick de Carolis (1953), journaliste, président de France Télévisions. Études au Lycée Mermoz ;
- Pascal Comelade (1955), compositeur (musique avec des jouets notamment) ;
- Thierry Tuborg (1961), écrivain et chanteur, réside à Montpellier depuis 1994 ;
- Dominique Garcia (1962), archéologue, président de l'INRAP, docteur de l'université Paul-Valéry ;
- Laurent Blanc (1965), joueur de football, a été formé à Montpellier et y a joué pendant quelques années ;
- Jean-Louis Agobet (1968), compositeur, en résidence à l'orchestre national de Montpellier entre 1998 et 2000 ;
- Fabien Galthié (1969), joueur de rugby à XV, sélectionneur du XV de France ;
- Fabrice Tarrin (1971), auteur-dessinateur de bandes dessinées ;
- Nath-Sakura (1973), photographe ;
- Axelle Lemaire (1974) : femme politique, ancienne étudiante du lycée Joffre
- Michael Delafosse (1977) : homme politique, maire de Montpellier (2020-)
- Tahar Rahim (1981), acteur, ancien étudiant de l'Université Paul-Valéry ;
- Guillaume Pley (1985), animateur de radio et de télévision ;
- Alexandra Rosenfeld (1986), Miss France 2006 et Miss Europe 2006 ;
- Artus (1987), humoriste et comédien ;
- Safi N'Diaye (1988), joueuse de rugby ;
- H. F. Diané (1988), auteur-illustrateur de romans et albums jeunesse.
- Kevin Mayer (1992), décathlonien, recordman mondial de décathlon (2018), étudiant à Montpellier et pensionnaire du pôle olympique de Montpellier.

### Personnalités décédées à Montpellier
- Charles Bonaparte (1746-1785), père de l'empereur des Français Napoléon Ier ;
- Jean Charlemagne Maynier de la Salle (1749-1819), général des armées de la République ;
- Louis Pelletier (1754-1843), général des armées de la République et de l'Empire ;
- Antoine Oulié (1759-1827), général des armées de la République et de l'Empire ;
- Jean Pierre Pouget (1761-1825), général des armées de la République et de l'Empire ;
- Hilaire Benoît Reynaud (1772-1855), général des armées de la République et de l'Empire ;
- Jean-Baptiste Solignac (1773-1850), général des armées de la République et de l'Empire ;
- Jean Bulio (1827-1911), sculpteur ;
- Léopold Carlier (1839-1922), architecte ;
- Louis Ravaz (1863—1937), un ampélographe français et l'un des créateurs de la viticulture moderne
- Eugène Bataillon (1864-1953), généticien et biologiste;
- Hélène de Monténégro (1873-1952), épouse de Victor-Emmanuel III ;
- Laure Moulin (1892-1974) résistante, sœur et biographe de Jean Moulin ;
- Vera Kovarsky (1896-1973), psychologue française ;
- Louis Fleurant (1897-1980), architecte ;
- René Vaïsse (1901-1977), enseignant et résistant français pendant la Seconde Guerre mondiale ;
- Jean-Jacques Bastian (1924-2018), résistant membre du groupe d'adolescents la Main noire pendant la Seconde Guerre mondiale ;
- Pierre Abeberry (1925-2015), prêtre dominicain et producteur de télévision français ;
- Jean Cloutier, un des deux frères Cloutier, céramistes et sculpteurs, y est mort en 2015 ;
- Jean Lanzi (1934-2018), journaliste et présentateur de radio et de télévision.
- Georges Frêche  (1938-2010), Historien du droit, personnalité politique française ;
- Claude Azéma (1943-2021), évêque auxiliaire émérite de Montpellier, y est mort en 2021
- Jean-Christophe Victor (1947-2016), ethnologue, géopolitologue et présentateur sur Arte.